# Clochette et la Fée pirate
Série
Clochette et le Secret des fées
(2012) Clochette et la Créature légendaire
(2014)
Pour plus de détails, voir Fiche technique et Distribution.
Clochette et la Fée pirate (The Pirate Fairy) est le 129e long-métrage d'animation des studios Disney. Réalisé par Peggy Holmes et sorti en 2014, il fait partie de la franchise Disney Fairies et suit Clochette et le Secret des fées (2012).

## Synopsis
Dans la Vallée des fées, Zarina, l'une des fées chargées de veiller sur la poussière de fée, crée une catastrophe en essayant de découvrir les véritables pouvoirs de la poussière. Elle décide de tout abandonner, d'emmener avec elle un peu du précieux trésor et de se lier avec la bande de pirates qui sillonne les mers environnantes. Alors que Clochette et ses amis tentent de l'arrêter, elle leur lance différentes poussières de couleur qui échangent leurs talents (chaque couleur de poussière représentent un talent). Elles feront tout pour la ramener à la raison mais la situation s'annonce plus critique que prévu car les pirates envisagent d'utiliser la poussière de fée afin de faire voler le bateau pour sortir du Pays imaginaire et conquérir le monde !

### Résumé Détaillé
Zarina est une fée veillant sur la précieuse poussière de fée de la Vallée des Fées. Mais cette dernière, très curieuse, s'interroge sur la manière dont la précieuse poussière pourrait être utilisée autrement que de permettre aux fées de voler... voire si elle pouvait être fabriquée et posséder des couleurs différentes. Gary, son supérieur, lui suggère d'arrêter ses questions impertinentes, jugeant que la poussière de fée peut être dangereuse si elle devait être utilisée à des fins néfastes. Mais rien à faire, Zarina s'interroge toujours autant. Le soir venu, elle découvre sur son bureau un grain de poussière de fée bleue (servant à alimenter l'Arbre des Fées, apportant poussière de fées aux petits habitants de la Vallée). Une idée en tête, elle se met à faire des expérimentations à l'aide de son matériel de chimie et de ses anciennes notes recensées dans un livre en y ajoutant un minuscule morceau de poussière bleue. La première expérimentation est un succès : Zarina est parvenue à créer de la poussière de Fée orange reprenant les pouvoirs des fées des Lumières ! Montrant sa découverte à Clochette, la Bricoleuse lui suggère cependant de ralentir ses nouvelles expérimentations, tandis que Zarina, dans son euphorie, fabrique de la poussière de fée violette (portant les pouvoirs des Fées Voltigeuses) et de la poussière de fée rose (portant les pouvoirs des fées des Jardins). Mais dans cette dernière expérimentation, Zarina ajoute deux grains de poussière bleue au lieu d'un seul et fais accidentellement tomber sa création sur une plante... qui grossit à vue d'oeil et détruit le lieu de travail des fées gardiennes de poussière. Gary, furieux, congédie Zarina de son travail. La jeune fée, se sentant incomprise malgré ses découvertes, décide d'emporter ses expérimentations et le seul grain de poussière bleue avec elle, avant de quitter la Vallée des Fées...
Un an plus tard, le Festival des Quatre Saisons a lieu. Tandis que les festivités battent leurs pleins, des fleurs roses éclosent et endorment les fées venues assister au spectacle. Seules Clochette, Iridessa, Ondine, Vidia, Noa, Clark et Rosélia s'en sortent, Rosélia ayant senti que quelque chose ne tournait pas rond (les fleurs éclosent étant des pavots, dont le pollen endors la personne qui le respire), et Clark s'étant éclipsé pour aller aux toilettes. Ce dernier affirme avoir reconnu l'espace d'un instant durant le spectacle Zarina, revenue dans la Vallée des Fées, tout comme Clochette et ses amies. Sentant que Zarina est venue pour quelque chose, elles se rendent aussitôt à la tour où est stockée la fiole de poussière de fée bleue... et constatent qu'elle a disparu, volée par Zarina. La poussière bleue étant indispensables pour les fées et leur Arbre, les six fées se lancent à la poursuite de Zarina grâce à la fluorescence de la poussière bleue. Leur course-poursuite les mènent jusqu'au littoral de l'île... où elles découvrent avec effarement que Zarina est sur un bateau pirate, et pire encore, qu'elle est leur capitaine ! En combinant leurs capacités, les fées parviennent dans un premier temps à récupérer la poussière bleue, avant que Zarina ne riposte en leur envoyant une poussière artisanale de sa fabrication, leur faisant perdre connaissance. Au petit matin, les six amies se réveillent avec des tenues différentes... et des talents différents ! Clochette comprend que Zarina leur a fait échanger leurs talents respectifs entre elles grâce à sa poussière de fée artisanale ! Ainsi, Clochette est devenue une Fée des Eaux, Noa une Fée des Lumières, Ondine une Fée Voltigeuse, Iridessa une Fée des Jardins, Rosélia une Fée des Animaux et Vidia une Fée Bricoleuse. Déterminées à récupérer la poussière bleue et leurs talents, les fées essaient de maîtriser leurs nouveaux talents sans grand succès, mais parviennent à atteindre la plage... où Rosalia y casse un oeuf de crocodile, qui la prend pour sa mère ! Grâce à Ondine, qui parvient à retrouver la trace des pirates en s'envolant plus loin dans le ciel, et Vivia, qui créer un radeau de fortune avec les coques d'oeuf du crocodile, les fées parviennent non sans mal à rejoindre le bateau pirate. Dedans, elles tentent de reprendre la poussière bleue sans succès pendant que les pirates festoient et affichent leurs ambitions. Ces derniers, une fois la poussière de fée en poche, comptent passer la deuxième étoile pour retourner dans l'Autre Monde et piller, voler, saccager tout ce qu'ils trouveront sur leur chemins afin de devenir maîtres du monde ! 
Les pirates se dirigent vers le Rocher du Crâne, où Zarina y a fait pousser un autre Arbre des Fées. Cette dernière, après avoir alimenté l'Arbre en poussière bleue, parvient à créer de la poussière de fée en grande quantité. Cependant, les six fées se font pincer par la fée pirate à cause d'une maladresse d'Iridessa, ayant fait sans le vouloir pousser une branche de l'arbre en voulant éloigner une abeille. En conclusion, les six fées se retrouvent enfermées dans une cage en bois auprès de Oppenheimer, le cuisinier du bateau. Le second de Zarina, James, se révèle curieux quant à la manière d'utiliser la poussière de fée et la manière de voler. Zarina, de bonne foi, le lui apprend... avant de finir attrapée par ce dernier et jetée dans une lanterne. James s'avérait être le véritable capitaine du bateau pirate et de son équipage, et a simplement attendu que la fée lui fabrique de la poussière de fée pour retourner sa veste et montrer son vrai visage. De leur côté, Clochette et ses amies parviennent à s'échapper grâce au bébé crocodile, qui a suivi Rosélia (étant temporairement une fée des Animaux et sa maman par substitution) et s'échappent du bateau en se déguisant jusqu'à l'arbre à poussière. Lorsque Clochette tente de reprendre la poussière bleue, James, qui l'a vue venir, lui lance un ultimatum : la vie de Zarina contre la poussière bleue. Ne pouvant se résoudre à ce que son amie périsse, la jeune fée laisse la poussière bleue là où elle est... tandis que le pirate actionne un mécanisme versant de la poussière de fée sur le bateau, récupère la fiole de poussière bleue et jette la lanterne contenant Zarina dans l'eau ! Clochette a juste le temps d'utiliser son talent temporaire de fée des Eaux pour permettre à ses amies de récupérer la lanterne avant que Zarina ne finisse noyée dans celle-ci. 
À l'abri des pirates, la fée pirate est reconnaissante envers les fées qui l'ont sauvé malgré ce qu'elle leur a fait. Mais le temps presse : les pirates, qui ont pu faire voler leur bateau, se dirige vers le ciel pour atteindre la deuxième étoile. Volant jusqu'à la cabine du capitaine, les fées s'équipent et partent affronter les pirates en utilisant leurs talents échangés. Rosélia, grâce à l'aide du bébé crocodile, parvient également à mettre en déroute certains pirates, bien que le crocodile ait finit par avaler le réveil-matin de l'un d'eux. Zarina, de son côté, part affronter James qui porte la fiole de poussière bleue en collier. Si les fées parviennent à faire basculer le bateau et à faire tomber la totalité de la poussière de fée amassée par les pirates, empêchant le bateau d'avoir des réserves, le combat contre James s'avère plus ardu. James, comprenant leur manoeuvre, parvient à redresser le bateau et à faire capturer Clochette et ses amies grande la grande voile. Zarina, grâce à une ruse, parvient à récupérer la poussière bleue à James et à faire pivoter le bateau, faisant tomber l'équipage par la même occasion. Seul James, plus malin, parvient à passer sous la poussière de fée et à voler jusqu'à Zarina, prêt à en découdre. Les deux se disputent la poussière bleue, alors que le bateau approche de la deuxième étoile. James, s'emparant d'un crochet trouvé sur le bateau, parvient à attraper la fiole de poussière bleue mais laisse tomber un grain. Zarina, se souvenant de sa formation de gardienne de poussière de fée, le jette alors sur lui, faisant déferler plus de poussière de fée sur lui et l'envoyant voler n'importe comment et libérant au passage Clochette et ses amies. James se retrouvant au dessus de l'océan, Clochette utilise son talent passager de Fée des Eaux pour le mouiller, le faisant s'arrêter de voler (la poussière de fée étant inutilisable pour voler une fois passée sous l'eau). James, trempé et nageant dans l'océan avec son équipage, crie vengeance auprès des fées, tandis que le petit crocodile (reconnaissable par le réveil-matin qu'il a avalé), s'approche pour le mordre. La poussière de fée bleue à nouveau en possession des fées, ces dernières se décident à rentrer, avec Zarina. De retour à la Vallée des Fées à bord du bateau pirate, les habitants de la Vallée sont réveillés grâce à Zarina, tandis que la poussière bleue est remise à la Reine Clarion (qui ignorait tout de ce qu'il s'est passé, étant endormie). De retour, Zarina est chaleureusement accueillie par Gary, heureux de la revoir, et raconte avoir inventé un nouveau procédé de fabrication de poussière de fée qu'elle nomme comme nouveau talent "alchimie de poussière de fée". Pendant le spectacle de Clochette, la nouvelle fée alchimiste rend les talents de chacune grâce aux poussières de fées qu'elle a créer, et se voit acclamée avec ses amies à la fin du spectacle.

## Fiche technique
- Titre original : Tinker Bell: The Pirate Fairy
- Titre français : Clochette et la Fée pirate
- Réalisation : Peggy Holmes
- Scénario : Tom Rogers et Ryan Rowe
- Production : Jenni Magee-Cook
- Société de production : DisneyToon Studios
- Société de distribution : Walt Disney Entertainment et Buena Vista Pictures Distribution
- Pays de production :  États-Unis
- Langue originale : anglais
- Genre : Animation, aventure et fantasy
- Durée : 78 minutes
- Dates de sortie :
  - États-Unis : 1er avril 2014
  - France : 2 avril 2014

## Distribution

### Voix originales
- Mae Whitman : Tinker Bell (Clochette)
- Christina Hendricks : Zarina
- Tom Hiddleston : Captain James Hook (Capitaine James Crochet)
- Lucy Liu : Silvermist (Ondine)
- Pamela Adlon : Vidia
- Raven-Symoné : Iridessa
- Megan Hilty : Rosetta (Rosélia)
- Jeff Bennett : Gary
- Kevin Michael Richardson : Yang
- Carlos Ponce : Bontio
- Jane Horrocks : Marie
- Anjelica Huston : Queen Clarion (la reine Clarion)
- Natasha Bendingfield : Soliste

### Voix françaises
- Lorie : Clochette
- Victoria Grosbois : Zarina
- Jean-Christophe Dollé : James Crochet
- Marieke Bouillette : Ondine
- Élisabeth Ventura : Vidia
- Edwige Lemoine : Rosélia
- Ariane Aggiage : Iridessa
- Anna Ramade : Noa
- Michel Papineschi : Gary
- Patrice Dozier : Oppenheimer / M. Mouche
- Daniel Beretta : Yang
- Marie-Frédérique Habert : la reine Clarion
- Brigitte Virtudes : la fée Marie
- Jean-Claude Donda : Bâbord, le gros pirate
- Pierre-François Pistorio : Tribord
- Gilles Morvan : Bonito
- Charles Pestel : Clark
- Fabrice Fara : Gabble
- Méry Lanzafame - Soliste

Source : Allodoublage

## Chansons du film
- Qui je suis (Who I Am) - Soliste
- Du haut du ciel (The Frigate That Flies) - les Pirates
- Weightless - Natasha Bendingfield

## Accueil

### Box-office
| Pays ou région | Box-office        | Date d'arrêt du box-office | Nombre de semaines |
| -------------- | ----------------- | -------------------------- | ------------------ |
| France         | 1 046 840 entrées | 29 juillet 2014            | 17                 |